# (6422) Akagi
(6422) Akagi  es un asteroide perteneciente al cinturón de asteroides, descubierto el 7 de febrero de 1994 por Takao Kobayashi desde el Observatorio de Ōizumi, en Japón.

## Designación y nombre
(6422) Akagi se designó inicialmente como 1994 CD1.
Más adelante fue nombrado por El monte Akagi, a 1828 m sobre el nivel del mar, un gran estratovolcán en la parte central oriental de la prefectura de Gunma. La célebre montaña tiene muchos picos, dos lagos atrio, un páramo alto y tres pantanos. Es una de las "Tres Montañas Jomo".

## Características orbitales
(6422) Akagi orbita a una distancia media del Sol de 2,624 ua, pudiendo acercarse hasta 2,227 ua y alejarse hasta 3,022 ua. Tiene una excentricidad de 0,151 y una inclinación orbital de 14,620° grados. Emplea en completar una órbita alrededor del Sol 1552,96 días.
Pertenece a la familia de asteroides de (15) Eunomia.

## Características físicas
Su magnitud absoluta es 12,68. Tiene 9,084 km de diámetro. Su albedo se estima en 0,257.